# Uxía
Uxía Senlle (Sanguiñeda, Mos, 19 november 1962) is een zangeres uit Galicië, Spanje.
Haar liederen vinden hun basis in de traditionele Galicische muziek en krijgen bij haar een eigen persoonlijke uitvoering. Zij is onder andere artistiek directeur van het International Lusophone Festival, Cantos na Maré.

## Biografie

### Persoonlijk
Uxía studeerde aan de Universiteit van Vigo en de Universiteit van Santiago de Compostela. Zij is regelmatig te zien of te horen bij CRTVG (Corporación Radio e Televisión de Galicia). Ook werkt ze vaak mee aan educatieve projecten. Na de ramp met de olietanker Prestige voor de kust van Galicië in november 2002 was Uxía woordvoerder voor de burgerbeweging Nunca Máis, die vroeg om een betere bescherming van de zee en de kust. Ook tijdens de bosbranden in 2006 was Uxía woordvoerder.

### Zangcarrière
Uxía begon al jong met zingen. Haar officiële carrière startte in 1985, toen zij de eerste prijs won bij het Festival de Bergantinos. In 1986 bracht zij op vierentwintigjarige leeftijd haar eerste album uit, 'Foliada de Marzo'. De muziekstijl lag dicht tegen de traditionele muziek aan en werd beïnvloed door de opmars van Galicische poëzie. Een jaar later werd zij zangeres van de Galicische folkgroep Na Lua. Met hen nam zij twee albums op. In 1991 verliet zij de groep om aan een nieuw solo-album te werken, Entre cidades.
Haar doorbraak kwam in 1995 met het album Estou vivindo no ceo, geproduceerd door Júlio Pereira uit Portugal. Op dit album bracht zij een hele nieuwe interpretatie aan traditionele Galicische liederen, waaronder met Alalá das mariñas en A laranxa. Het album kwam ook in andere delen van Europa, in Canada en de VS uit.
Uxía omringt zich graag met andere artiesten uit Galicië, Portugal en daarbuiten. Aan het album Danza das areas werkten bijvoorbeeld Dulce Pontes, gaita-spelers Xosé Manuel Budiño en Susana Seivane, María del Mar Bonet, Karen Matheson en Donald Shaw van Capercaillie, Michael McGoldrick en João Afonso mee.
In 1998 trad Uxía op op het internationale muziekfestival Brosella Folk & Jazz in België. In 2004 deed zij mee aan Liet Ynternasjonaal in Leeuwarden. Uxía trad in 2014 op tijdens het Vlaamse folkfestival Gooikoorts. Daarbij werd ze begeleid door de Braziliaanse guitarist en zanger Sergio Tannus.

### Andere muzikale activiteiten
Uxía produceert, schrijft en componeert liederen voor andere artiesten en voor audiovisuele projecten.
Uxïa gaf in haar geboorteplaats een cursus over Galicische volksmuziek en stond daarmee aan de wieg van de zanggroep Malvela. Deze groep bestaat uit vrouwen van diverse generaties en bracht inmiddels al vier albums uit.
Uxía is artistiek directeur van het Internationale Festival voor de Portugeestalige wereld, Cantos na Maré.

## Discografie

### Albums
- Foliada de marzo (Edigal), 1986
- A estrela de maio (Edigal), 1987, met Na Lúa
- Ondas do mar de Vigo (GASA), 1989, met Na Lúa
- Entre cidades (Sons Galiza), 1991
- Estou vivindo no ceo (Nubenegra), 1995
- La sal de la vida (Nubenegra), 1997, met Rasha, María Salgado and Xesús Pimentel
- Danza das areas, (Virgin), 2000
- Cantos na maré (Nordesía), 2005, met Chico César, Filipa Pais, Manecas Costa, Astra Harris, Xabier Díaz en Jon Luz
- Eterno navegar (Harmonía Mundi. World Village), 2008
- A nena e o grilo (OQO), 2010, met Magín Blanco.
- Meu canto (Fol Música), 2011
- Andando a Terra (Fundación Manuel María), 2012, over gedichten van Manuel María
- María Fumaça, Editorial Galaxia, 2012
- Rosalía Pequeniña (Galaxia/Sonárbore), 2013
- Xiqui xoque, fiú fiú!, Editorial Galaxia, 2014
- Baladas da Galiza imaxinaria (Edicións da Madriña), 2015, met Fran Pérez (Narf)
- Canta o cuco, Editorial Galaxia, 2015, met Magín Blanco
- Uxía canta a Manuel María, Fundación Manuel María, 2015
- Uxía-o, Fundación Uxío Novoneyra, 2017

### Samenwerkingen
- Lo bueno, dentro (1995) van Víctor Coyote
- Emilio Rúa (2000) van Emilio Rúa
- Alma de buxo (2001) van Susana Seivane
- Que o pano non-me namora (2002) van Malvela
- Komunikando (2003) van Diplomáticos de Montealto
- Aghinaldo (2004) van Malvela
- Vida miña (2006) van Emilio Rúa
- Da miña xanela á túa (2007) van Malvela
- Na flor dos meus anos (2007) van Señora Carmen
- Acácia (2007) van Mingo Rangel
- O coraçao tem três portas (2007) van Dulce Pontes
- Etxea (2008) van Kepa Junquera
- Alalá do Cebreiro (2009) van Brañas Folk
- Terra de soños (2009) van Fuxan os Ventos
- Interior (2010) van Emilio Rúa
- Cores do Atlântico (2010), van Socorro Lira

### Verzamelalbums
- A Cantar con Xabarín Vol. III (CRTVG, 1996)
- All Children in School, All Cultures Together (Fundación Audrey Hepburn, 1997) met Omara Portoundo, Susana Baca, Teresa Salgueiro, Caetano Veloso en Dulce Pontes
- Cantigas de Nadal (Boa, 1998) met Berrogüetto, A Quenlla, Xistra De Coruxo, Os Cempes, Leilía, Maite Dono, Pancho Alvarez, Muxicas, Na Lúa en Chouteira
- Galicia, terra única (Xacobeo, 1999)
- Spain in My Heart: Songs of the Spanish Civil War (Appleseed Records, 2003) met Arlo Guthrie, Michele Greene, John McCutcheo, Guardabarranco, Lila Downs, Aoife Clancy, Joel Rafael & Jamaica Rafael, Elixeo Parra, Quetzal en Laurie Lewis
- Euskadi Galiziarekin/Galicia con Euskadi (Radio Euskadi, 2003)
- Marea de Música (Boa, 2003)
- Hadas (Factoría Author, 2004) met Mercedes Peón, Marina Rossell, Mestisay, María del Mar Bonet, Ginesa Ortega en Faltriqueira
- Meniños cantores (Pontenasondas, Pai música en Casa de Tolos, 2006)
- A Terra do Zeca: Tributo a Jose Afonso (Som Livre, 2007), met Terra d'Agua + Dulce Pontes, Filipa Pais, Lúcia Moniz en Maria Anadon
- La tierra del agua (Limón Records, 2007) met Leilía, Budiño, Niño Josele and Hip Hop Roots
- España (Putumayo World Music, 2009) met Peret, Gertrudis, DePedro, Burguitos, Calima, Gossos, El Combolinga, Xabier Lete, Gecko Turner, Biella Nuei
- Compositoras (Vol. I) (Tratore, 2010) met Cristina Saraiva, Etel Frota, Simone Guimarães en Socorro Lira
- Cantigas do Camiño (Boa, 2010)
- CoraSons (Kalandraka, 2012)